# Amar Benikhlef
Amar Benikhlef (in arabo عمار بن خليف‎?; Algeri, 11 gennaio 1982) è un judoka algerino, vincitore della medaglia d'argento nella categoria fino a 90 kg alle Olimpiadi del 2008.

## Palmarès
- Giochi olimpici estivi

2008 - Pechino: argento nei 90 kg.
- Giochi panafricani

2007 - Algeri: argento nei 90 kg.
- Campionati africani di judo

2004 - Tunisi: oro negli 81 kg.
2006: bronzo nei 90 kg.
2008 - Agadir: oro nei 90 kg.
- Giochi del Mediterraneo

2009 - Pescara: bronzo nei 100 kg.